# Master de méthodes informatiques appliquées à la gestion des entreprises
Pour les articles homonymes, voir Miage.
Le Master MIAGE (acronyme de Méthodes Informatiques Appliquées à la Gestion des Entreprises) est un diplôme universitaire français de niveau bac+5, alliant une double compétence en sciences du numérique et en sciences du management, destiné à former des cadres d'entreprise experts en ingénierie et management des systèmes d'information.
Les formations MIAGE sont dispensées dans vingt et une universités françaises.

## Historique
La MIAGE est née à la fin des années 1960, à la suite des demandes des entreprises françaises de disposer de cadres ingénieurs universitaires hautement qualifiés, dans des domaines délaissés par les écoles traditionnelles, et notamment l'informatique de gestion. En 1969, le ministre de l'Éducation nationale Edgar Faure met en place dans trois universités pilotes (Lille, Clermont-Ferrand, et Montpellier), la maîtrise MIAGE, diplôme de niveau Bac+4. Parallèlement, les diplômes universitaires de Licence et Maîtrise informatique sont maintenus, avec une orientation plus scientifique.
Au cours des années 1990, les MIAGE évoluent progressivement vers le statut d'institut universitaire professionnalisé (IUP), la durée des études passe de deux à trois ans et aboutit à l'obtention d'un titre d'« ingénieur-maître » et/ou d'un diplôme d'études supérieures spécialisées (DESS) mention MIAGE, diplôme de niveau Bac+5.
Depuis 2002 et la réforme Licence-Master-Doctorat, le cursus MIAGE se clôt par un master, diplôme de niveau Bac+5. En Europe, ce diplôme est plus connu sous le nom de Master of Business Informatics (MBI). 
Depuis 2019, les formations MIAGE se définissent comme « Sciences du numérique et du management » et disposent d'un site internet officiel.

## Contenu

### Schéma des études
La MIAGE donne à ses étudiants une double compétence en informatique et en gestion. L'aspect professionnel est une caractéristique majeure de la formation, que ce soit par la présence d'intervenants extérieurs dans le corps enseignant ou par l'expérience acquise lors des stages obligatoires ou des formations en apprentissage.
Les MIAGE sont accessibles sur concours et entretiens, après deux années d'études préalables (DUT, BTS, Classes préparatoires, Licence 2). La durée de la formation est normalement de trois ans et se termine par l'obtention d'un master.
L'accès à la formation MIAGE est particulièrement sélectif, avec un taux de dossier accepté de seulement 17 % pour les masters de Paris Dauphine ou de Paris XI Orsay, 29 % pour l'université de Grenoble.

### Contenu pédagogique
Les études s'articulent autour de deux grands axes : les technologies de l'information et du numérique (TIC) et des sciences de gestion et de management de l'entreprise. Les disciplines enseignées sont principalement les suivantes :
Management et ingénierie des systèmes d'information :
- Architecture des systèmes d'information
- Management du système d'information : gouvernance, maîtrise d'ouvrage, gestion de projet, urbanisation, gestion de la connaissance, audit…
- Ingénierie des systèmes d'information : maîtrise d'œuvre, génie logiciel, méthodes agiles, méthodes d'analyse et techniques de modélisation
- Gestion de la qualité, normalisation

Sciences et technologies informatiques :

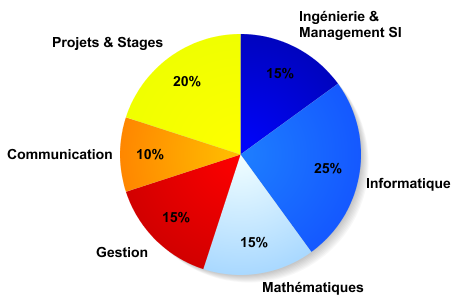
Disciplines enseignées au master MIAGE

- Conception et développement de logiciels
- Programmation informatique
- Systèmes d'exploitation
- Bases de données
- Progiciel ERP et informatique décisionnelle
- Technologies Web et Internet
- Réseaux informatiques
- Sécurité du système d'information

Mathématiques appliqués à l'informatique et à l'entreprise :
- Probabilités
- Statistiques, analyse de données, data mining
- Algèbre linéaire, recherche opérationnelle, optimisation linéaire
- Algorithmique, théorie des graphes, théorie des langages
- Intelligence artificielle

Sciences de l'entreprise et gestion :
- Organisation des entreprises
- Comptabilité générale et comptabilité analytique
- Gestion financière
- Finance de marché et marchés financiers, gestion de portefeuille, gestion du risque (Dauphine)
- Contrôle de gestion
- Gestion de production
- Gestion des ressources humaines
- Sciences économiques
- Marketing
- Droit et environnement juridique des entreprises

Communication :
- Techniques de communication
- Langues (anglais obligatoire, seconde langue vivante facultative)

Selon les universités, le cursus et les matières enseignées peuvent légèrement différer, en privilégiant un axe de formation. L'université Paris-Dauphine a par exemple choisi la finance, en proposant un master MIAGE « Informatique pour la Finance » qui forme des spécialistes de l'informatique financière de la banque, de la finance ou de l'assurance. La MIAGE de Nancy propose quant à elle une spécialisation dans la conception de systèmes d'information par la démarche intégratrice, tandis que la MIAGE d'Évry en partenariat avec Mozilla Education oriente son cursus vers les technologies du web (ontologie, web services, normes W3C).
Les trois années de scolarité se distinguent par l’obligation d’effectuer plusieurs stages appliqués en entreprise, pendant les périodes de vacances (février, juillet, août) et aboutissant à la rédaction d’un mémoire. La durée totale cumulée des stages professionnels est d'environ 10 mois minimum.
En période scolaire, une part importante de l’apprentissage s'effectue sous la forme de travaux pratiques et de travaux dirigés (en binôme ou en petit groupe), où l'étudiant met en application concrètement le savoir acquis au cours des enseignements magistraux (classe d’une trentaine d’élèves). À la fin de leur cursus, les élèves conçoivent et réalisent des projets informatiques de plus en plus complexes et de plus grande ampleur, basés sur des cas réels, et comparables à ceux auxquels ils seront confrontés au cours de leur vie professionnelle.
En sciences de gestion, les étudiants participent également à un « jeu d'entreprise », simulant la vie d’une entreprise virtuelle sur plusieurs années, et leur permettant d’appréhender les contraintes liées à la direction de société.

### Équivalences européennes et internationales
À l'échelle européenne et internationale, le master MIAGE peut être comparé aux diplômes suivants :
- Master of Business Informatics (MBI)
- Master of Information System Management (MISM)
- Master of Science in Information Systems (MSIS)
- Master of Science in Information Technology (MSIT)
- Master in Wirtschaftsinformatik (Allemagne)

Dans le cadre du programme d'échange Erasmus, les étudiants de MIAGE ont la possibilité d'effectuer une partie de leurs semestres dans une autre université européenne. Ainsi, l'université de Nice Sophia-Antipolis propose un diplôme bi-national Miage-Wirtschaftsinformatik en collaboration avec l'Université de Mannheim en Allemagne. Un double-diplôme est également proposé entre la Miage de Mulhouse et la Hochschule für Technik und Wirtschaft de Berlin.

## Localisation

### France
Le réseau MIAGE est présent dans vingt et une universités françaises : Aix-Marseille, Amiens, Antilles, Bordeaux, Grenoble, Lille, Lyon, Mulhouse, Nancy, Nantes, Nice, Nouvelle-Calédonie, Orléans, Paris et Ile-de-France (Saclay, Evry, Nanterre, Sorbonne, Descartes, Dauphine), Rennes, Toulouse.
L'ensemble des directeurs des formations MIAGE est rassemblé dans la Conférence des directeurs de MIAGE (CDM), dont Henri Nicolas (codirecteur de la MIAGE Bordeaux) est le président depuis 2016.
Une fédération nationale des étudiants et diplômés de MIAGE existe aussi depuis 2004 : MIAGE Connection. Celle-ci regroupe différentes entités comme les Bureaux Des Etudiants (BDE), les Junior-Entreprises (JE), les élus miagistes dans différentes instances et conseils, et les associations de diplômés provenant de toute la France.
Sur un programme très similaire en licence (L3) et en première année de master (M1), chaque MIAGE offre une formation plus spécifique en dernière année (M2). Un étudiant peut poursuivre son cursus dans une autre université du réseau MIAGE si la formation dispensée l'intéresse davantage (sous réserve de place disponible). Ci-après, une liste des spécialisations offertes par chaque université (certaines d'entre elles peuvent être non renseignées ou incomplètes) :
| Université - Ville        | Spécialités MIAGE |
| ------------------------- | --- |
| Aix-Marseille             | - Ingénierie des Données et Décision (I2D) - Ingénierie des Systèmes d’Information Etendus (ISIE) |
| Amiens                    | - Organisation des Systèmes d’Information de l’Entreprise (OSIE) - Systèmes d'Information Ouverts (SIO) - Systèmes d'Information Décisionnels (SID) - Systèmes d'Information en Santé (SIS) - Innovation en Entrepreneuriat (INE) - Systèmes d'Information Nomade (SIN) en formation à distance |
| Bordeaux                  | - Système d'information et informatique décisionnelle (M2 à distance) - Système d'information des entreprises |
| Grenoble                  | - Développement de projets d'informatique de gestion - Systèmes d'information pour l'énergie et l'environnement |
| Lille                     | - Ingénierie de Projets Informatiques - Nouvelles Technologies (IPI-NT) |
| Lyon                      | - Informatique décisionnelle |
| Mulhouse                  | - Technologies Big Data - Cybersécurité |
| Nancy                     | - Audit et conception des systèmes d'information - Systèmes d'information distribués - Informatique et innovation (FC) |
| Nanterre                  | - Agilité des systèmes d'information et e-Business |
| Nantes                    | - Ingénierie des systèmes d'information - Pilotage des systèmes d'information - Réseaux et systèmes d'information (e-miage seulement) |
| Nice                      | - Numérique Responsable (NUMRES) anciennement INTENSE - Systèmes d'information et management du risque (SIRIS) - Mobiquité, Bases de Données et intégration de Systèmes (MBDS) - Intelligence Artificielle Appliquée (IA)                                                                       |
| Orléans                   | - Systèmes d'information répartis - Systèmes d'information des métiers du social et de l'assurance |
| Paris I Panthéon-Sorbonne | - Systèmes d'information et innovation (M2 à finalité indifférenciée en français) - Information and Knowledge Systems Engineering and Management (M2 à finalité indifférenciée en anglais) |
| Paris V Descartes         | - Systèmes d'information, gestion de projet et conduite du changement - Informatique décisionnelle pour la santé |
| Paris Dauphine            | - Informatique pour la Finance - Systèmes d'information et technologies nouvelles - Informatique décisionnelle |
| Paris Saclay              | - Ingénierie logicielle pour le Web (ILW) - Systèmes d'information, conception et réalisation |
| Pointe-à-Pitre            | - Ingénierie de la Transformation Numérique (ITN) |
| Rennes                    | - Développement de Logiciels et Intégration de Systèmes (DLIS) - Big Data : Décisionnel et Apprentissage (BDDA) |
| Toulouse                  | - Ingénierie des Processus Métier (IPM) - Ingénierie des Systèmes d'Informations pour l'Aide à la Décision (ISIAD) - Ingénierie des Données et Protection (IDP) - Ingénierie de la Transformation Numérique (ITN)                                                                               |

### International
Les formations MIAGE sont également enseignées dans plusieurs universités au niveau international, en partenariat avec les universités françaises actuellement existantes :
| Pays          | Ville                                               | Université | Partenariat                                    |
| ------------- | --------------------------------------------------- | --- | ---------------------------------------------- |
| Cameroun      | Douala                                              | Université de Douala | Rennes (terminé)                               |
| Côte d'Ivoire | Abidjan                                             | Université Felix Houphouët Boigny | Rennes                                         |
| Côte d'Ivoire | Abidjan                                             | Université Nangui Abrogoua | Rennes                                         |
| Djibouti      | Djibouti                                            | Université de Djibouti | Amiens                                         |
| Égypte        | Le Caire                                            | Université française d'Égypte | Paris-Sud                                      |
| Liban         | Beyrouth                                            | Université de la Sagesse Université Antonine | Bordeaux Toulouse                              |
| Burkina       | Ouagadougou                                         | Université de Ouagadougou Institut Burkinabé des Arts et Métiers (IBAM) | Amiens                                         |
| Maroc         | Agadir Casablanca Fès Marrakech Rabat Tanger Meknes | École High-Tech Rabat École marocaine des sciences de l'ingénieur (EMSI) École supérieure de gestion du Maroc École supérieure d'ingénierie (ENITE) École supérieure en ingénierie de l’information, télécommunication et management (ESTEM) Université Abdelmalek Essaadi Institut supérieur du génie appliqué Université Cadi Ayyad Université internationale de Rabat Université Sidi Mohamed Ben Abdallah univetsité moulay ismail meknes | Amiens Créteil Lyon Nancy Nantes Nice Toulouse |
| Pérou         | Lima                                                | Université San Martin de Porres | Orléans                                        |
| Sénégal       | Saint-Louis                                         | Université Gaston Berger Université Assane SECK de Ziguinchor | Aix Marseille                                  |
| Tunisie       | Tunis                                               | Université de Tunis | Amiens                                         |

## Emplois et salaires
Le master MIAGE est un diplôme particulièrement recherché par les entreprises, et les étudiants accèdent facilement à un premier emploi dès la sortie de l'université (plus de 90 % sont immédiatement recrutés). Les niveaux de rémunérations sont comparables aux écoles d'ingénieurs du secteur informatique. Selon une étude publiée en 2009 par le magazine l'Expansion, les miagistes titulaires d'une première année de master (M1 niveau Bac+4) commencent leur carrière aux environs de 29 000 à 35 000 euros par an. Les diplômés d'une deuxième année de master (M2 niveau Bac+5) perçoivent une rémunération comprise entre 37 500 et 49 000 euros par an,,.
Plus spécifiquement par université, et selon une étude du magazine économique Capital publiée en mars 2010, le taux de diplômés placés à 6 mois et leur salaire moyen annuel seraient les suivants : 80 % à une moyenne de 37 500 euros pour Paris Dauphine, 100 % et 35 500 euros pour Paris XI Orsay, 100 % et 31 500 euros pour Grenoble.
Selon une étude plus récente du magazine Capital publiée en mars 2013, les salaires moyens par université seraient les suivants : 38 300 euros pour Paris-Dauphine, 37 400 euros pour Paris Ouest Nanterre La Défense et 36 400 euros pour Paris Sud Orsay (se référer à l'échelle nationale du coût de vie afin de les ramener à une valeur classique).
Ces dernières années, les universités publient sur leurs sites les résultats de leurs sondages auprès de leurs diplômés des années précédentes. Ainsi, à l'université Paris-Saclay (anciennement Paris XI Orsay), le salaire moyen des diplômés en 2016 était de 39 344 euros.
Les emplois occupés par les titulaires d'un master MIAGE sont ceux d'ingénieurs études et développement, de consultants en systèmes d'information, de chefs de projet en informatique, ou bien encore d'ingénieurs commerciaux d'affaires. Les carrières évoluent naturellement vers l'encadrement d'équipes, jusqu'aux postes de directeur des systèmes d'information (DSI) ou bien encore de dirigeant d'une société de services en ingénierie informatique (SSII).
La formation pluridisciplinaire offerte par le master MIAGE permet l'accès à différents métiers, aussi bien techniques, fonctionnels, managériaux que commerciaux :
| Technique | Fonctionnel | Management | Commercial                                                                                           |
| - Ingénieur études et développement - Consultant maîtrise d'œuvre MOE - Chef de projet MOE - Architecte technique - Intégrateur de systèmes - Administrateur de bases de données - Directeur technique | - Consultant maîtrise d'ouvrage MOA - Chef de projet MOA - Consultant en progiciel intégré / ERP - Consultant fonctionnel | - Consultant en organisation - Architecte en systèmes d’information - Urbaniste en systèmes d'information - Directeur des systèmes d'information | - Ingénieur commercial d'affaires - Ingénieur avant vente - Chargé d'affaires - Directeur commercial |

## Junior-Entreprises
Plusieurs universités ayant une formation MIAGE possèdent une Junior-Entreprise.
Les Junior-Entreprises de MIAGE sont regroupées sous un label commun Junior MIAGE Concept.
Il y a 2 Junior-Entreprises de ce label, Junior MIAGE Concept Nice pour la MIAGE de Nice et Junior MIAGE Concept Aix-Marseille pour la MIAGE d'Aix-Marseille.
Une autre junior est aussi présente à la MIAGE de Bordeaux sous le nom de Junior MIAGE Concept Bordeaux.

### Qu'est-ce qu'uneJunior-Entreprise?
Les Junior-Entreprises (J.E.) sont des associations à vocation économique et pédagogique, à but non lucratif. Implantées au sein des écoles et universités, elles permettent aux étudiants de mettre en pratique l’enseignement théorique dont ils bénéficient, en réalisant des études correspondant aux domaines de compétences de leur école, pour des clients très variés : entrepreneurs, très petites entreprises, petites et moyennes entreprises, grands groupes, associations, collectivités, etc. Association pédagogique de conseil, elles assurent à leurs administrateurs une formation, avant l’heure, aux mécanismes de la gestion d’une entreprise et de management d’une équipe, et à leurs intervenants une première expérience professionnelle concrète.